# دورغولانجا
دورغولانجا هي محافظة فرعية تابعة لإقليم إيندي في تشاد.